# Йосіокаїт
Йосіокаїт — мінерал класу силікатів. Свою назву отримав від японського мінералога Такаші Йошиока (1935—1983).

## Загальний опис
Йосіокаїт — це силікат із хімічною формулою (Ca, Na)[Al(Al, Si)O₄]. Схвалений як дійсний вид Міжнародною мінералогічною асоціацією в 1989 році. Він кристалізується в тригональній системі. Зразки були знайдені у формі сильно зруйнованих незграбних безгранних кристалів розміром до 235 мікрон.
Відповідно до класифікації Nickel-Strunz, йосіокаїт належить до «09.FA — тектосилікатів без цеолітної H₂O, без додаткових нететраедричних аніонів» разом із такими мінералами: каліофіліт, кальциліт, нефелін, панунцит, трикальциліт, мегакальциліт, малінкосиліт. віргіліт, лізициніт, адулярій, анортоклаз, баддінгтоніт, цельсіан, гіалофан, мікроклін, ортоза, санідин, рубіклін, моналбіт, альбіт, андезин, анортит, бітовніт, лабрадорит, олігоклаз, рідмергнерит, парацельсіан, святохоліт, кум, слав, слав, баналзит, строналзит, данбурит, малевіт, пеквіт, лінгуніт і кокчетавіт.

## Утворення і родовища
Йосіокаїт виявлений у 1989 році на базі Фра Мауро, у формації Фра Мауро, місці запуску Аполлона 14 (Місяць). Це єдине місце, де було знайдено цей вид мінералів, і єдине відкриття в цьому місці супутника Землі.